# Соціум
Соціум — це:
- суспільство, як цілісна соціальна система,
- людська спільність певного типу (родові і сімейно-споріднені, соціально-класові, національно-етнічні, територіально-поселенські спільності),
- соціальне оточення людини, сукупність форм діяльності людей, що склалися історично.